# هوتران تمتی
هوتران تمتی (به انگلیسی: Hutran-temti) یکی از شاهان ایرانی در دورهٔ ایلام بود. 
نام این شاه در فهرست رسمی شاهان سیماشکی نیامده است. ولی در زمان دودمان ایگه هلکی در سده چهاردهم و سیزدهم پیش از میلاد او را از شاهان بزرگ ایلام می شناخته اند که پدر ایندتو اینشوشینک یکم بوده و نیایشگاه اینشوشینک در شوش را بازسازی کرده و یک سال را با نام «سالی که تندیس مفرغی هوتران تمتی ساخته شد» نام گذاری کرده بودند.  بر پایه یک دیدگاه او همان لوراک لوهان شاه یاد شده در فهرست شاهان سیماشکی بوده است. برخی نیز او را همان کیندتو گشاینده اور دانسته اند. 

## کتابشناسی
- قشقائی، حمیدرضا، گاهنمای ایلامیان، تهران، اوگان، ۱۳۹۰.
- کامرون، جرج، ایران در سپیده دم تاریخ، ترجمه ی حسن انوشه، تهران، علمی و فرهنگی، ۱۳۷۲.
- مجیدزاده، یوسف، تاریخ و تمدن ایلام، تهران، مرکز نشر دانشگاهی، ۱۳۷۰.
- هینتس، والتر، دنیای گمشده ی ایلام، ترجمه ی فیروز فیروزنیا، تهران، علمی و فرهنگی، ۱۳۷۱.
- Potts, D. T., The Archaeology of Elam, Cambridge University Press, 1999.
- The Cambridge Ancient History (CAH) vol. 1 part 2.
- Vallat , François. Elam: The History of Elam. Encyclopaedia Iranica , vol. VIII pp. 301-313. London/New York , 1998.